# Historia de la insigne Ciudad de Segovia y compendio de las historias de Castilla
Historia de la insigne Ciudad de Segovia y compendio de las historias de Castilla (o de forma más corriente, Historia de Segovia) es una obra del siglo XVII sobre la historia de Segovia escrita por Diego de Colmenares.

## Historia
La composición de la obra comenzó, según el propio autor en 1620, estando finalizada ya en septiembre de 1633. En esta fecha el autor comienza las gestiones para la obtención de los distintos permisos para la publicación de la obra. La publicación del libro contó con ayuda económica del Ayuntamiento de Segovia y de la Junta de Nobles Linajes. La impresión la realizó Diego Díaz de la Carrera en Madrid entre 1637 y 1640. 
En 1637 constaba en la biblioteca personal de Felipe IV en el piso alto de la Torre Dorada del Alcázar de Madrid, según el índice realizado por Francisco de Rioja.

## Descripción
La primera edición (1637) contaba con dos partes en las que se recoge la ciudad de Segovia desde el fin del Diluvio Universal hasta el año 1621. En una de las reimpresiones realizadas hasta 1640 se añadió una tercera parte consistente en distintas biografías sobre escritores segovianos. 
La portada de la obra era un grabado en cobre realizado por Diego de Astor en el que se mostraba el título de la  obra enmarcada por una portada clásica. A cada uno de los lados de la portada se disponen dos columnas pareadas frente a las cuales se presenta a San Geroteo, primer obispo de Segovia y a Hércules, mítico fundador de la ciudad. En el zócalo de la portada se dispone un retrato de Colmenares escoltado por dos emblemas bajo cada una de las columnas. El retrato de Colmenares constituye el único retrato del historiador.

### Individuales
1. ↑  Rioja, Francisco de (1637). «Historia de ciudades y obispados de España». Índice de los libros que tiene Su Majestad en la Torre Alta deste Alcázar de Madrid. Manuscrito. p. 9v.